# IPhone SE (seconda generazione)
L'iPhone SE di seconda generazione è il secondo smartphone della serie SE (acronimo di Special Edition), dopo l'iPhone SE di prima generazione (2016).
L'iPhone SE è stato presentato il 15 aprile 2020 senza tenere alcun evento pubblico a causa della pandemia di COVID-19. Sostituisce l'iPhone 8, di cui riprende la scocca aggiornandone però il processore. È stato possibile ordinarlo a partire dalle ore 14 del 17 aprile 2020 ed è disponibile alla vendita dal 24 aprile 2020.

## Design
Il display è di tipo LCD IPS Retina HD da 4,7", lo stesso presente negli iPhone 6, 6S, 7 e 8.
| Colorazioni | Colorazioni  | Colorazioni |
| Nome        | Nome         | Fronte      |
| ----------- | ------------ | ----------- |
|             | Bianco       | Nero        |
|             | Nero         | Nero        |
|             | (PRODUCT)RED | Nero        |

## Prezzi
Al momento del lancio, il prezzo è stato di 499 euro per la versione da 64 GB, 549 euro per la versione da 128 GB e 669 euro per la versione da 256 GB, risultando così il dispositivo più economico dell'intera gamma iPhone del momento.

## Caratteristiche tecniche
Esce sul mercato con iOS 13 e monta un processore Apple A13 Bionic, già presente su iPhone 11, 11 Pro e 11 Pro Max, ma con una quantità di RAM ridotta a 3 GB. Il nuovo iPhone SE è dotato del riconoscimento di impronte digitali Touch ID di seconda generazione a sfioramento con feedback aptico. Non è presente il riconoscimento tramite Face ID. La scocca è in alluminio e vetro e non è presente il connettore jack da 3,5 mm per le cuffie. Il fatto di avere il posteriore in vetro permette la ricarica a induzione con alimentatori Qi. Il dispositivo è, inoltre, provvisto di certificazione IP67 (resistenza all'acqua per 30 minuti fino a 1 metro di profondità) ed è dual SIM (supporta una nano-SIM tradizionale e monta un'eSIM).

## Alimentazione
L'iPhone SE di seconda generazione ha una batteria integrata ricaricabile agli ioni di litio da 1821 mAh. Identica a quella dell'iPhone 8 come capacità, differisce per il connettore, dunque non è intercambiabile tra i due modelli. Inoltre supporta la ricarica wireless a induzione e la ricarica rapida con alimentatore da 18 W entrambi venduti a parte. Nella confezione di vendita si trovava un alimentatore standard da 5 W.

## Spot pubblicitari
- Apple, L'apertura, su YouTube.